# 刘洪宗
刘洪宗，直隶灤州人，清朝政治人物。拔貢生。
1660年，接替于汝翼任松江府知府一职，任内为官清廉。1661年由郭廷弼接任。